# گالوستون (فیلم)
گالوستون (به انگلیسی: Galveston) نام فیلمی است در ژانر هیجانی محصول ۲۰۱۸ آمریکا. فیلم را ملانی لوران کارگردانی کرده و فیلم‌نامهٔ آن را نیک پیزولاتو با نام مستعار جیم همت از روی داستانی به همین نام -که خودش نگارندهٔ آن بوده- به رشتهٔ تحریر درآورده است. بن فاستر و ال فانینگ در این فیلم به ایفای نقش پرداخته‌اند.

## بازیگران
- بن فاستر
- ال فانینگ
- لی‌لی راینهارت
- ادپرو اودیه
- رابرت آرمایو
- ماریا والورده

## داستان
روی (بن فاستر) مردی است چهل ساله و مبتلا به سرطان ریه که در یک باند خلافکار به رهبری مردی به نام پیتکو (بو بریجز) کار می‌کند. روی از سوی رئیسش به مأموریتی شبانه به خانهٔ یک وکیل فرستاده می‌شود، جایی که پیتکو دامی برای او پهن کرده تا او را سر به نیست کند. همکار روی کشته می‌شود اما روی موفق می‌شود کسانی را که در کمین او بوده‌اند بکشد. روی در آنجا دختر جوانی به نام روکی (ال فانینگ) را می‌بیند که از سوی مهاجمانش به صندلی بسته شده‌است. او را آزاد می‌کند و با خود به زادگاهش گالوستون می‌برد تا در آنجا چاره‌ای برای انتقام از رییسش بیاید اما همراهی روی و راکی آن دو را که تنهایند و در عین حال از نظر روحی و فکری از هم فاصله دارند وارد مرحله‌ای دیگر از زندگی می‌کند .....